# Daniel Escobar
Daniel Richard Escobar (9 aprile 1954 – Los Angeles, 13 dicembre 2013) è stato un attore statunitense.

## Filmografia parziale

### Cinema
- L'amore è un trucco (The Beautician and the Beast), regia di Ken Kwapis (1997)
- The Mexican - Amore senza la sicura (The Mexican), regia di Gore Verbinski (2001)
- Blow, regia di Ted Demme (2001)
- I mattacchiorsi (The Country Bears), regia di Peter Hastings (2002)
- Lizzie McGuire - Da liceale a popstar (The Lizzie McGuire Movie), regia di Jim Fall (2003)
- The Human Contract, regia di Jada Pinkett Smith (2008)
- Not Forgotten, regia di Dror Soref (2009)
- Sympathy for Delicious, regia di Mark Ruffalo (2010)

### Televisione
- NYPD - New York Police Department (NYPD Blue) - 2 episodi (1998, 2002)
- Dharma & Greg - 4 episodi (1999-2002)
- Malcolm (Malcolm in The Middle) - serie TV, episodio 1x02 (2000)
- Lizzie McGuire - 5 episodi (2001-2002)
- Desperate Housewives - un episodio (2009)
- How I Met Your Mother - un episodio (2011)

## Doppiatori italiani
Nelle versioni in italiano delle opere in cui ha recitato, Daniel Escobar è stato doppiato da:
- Massimo Corizza in Dharma & Greg
- Pieraldo Ferrante in Streghe
- Emidio La Vella in Malcolm
- Roberto Stocchi in Due uomini e mezzo
- Fabrizio Picconi in Desperate Housewives
- Matteo Zanotti in How I Met Your Mother